# 中国鉄路上海局集団有限公司
中国鉄路上海局集団有限公司（ちゅうごくてつろシャンハイきょくゆうげんコンス）は、中華人民共和国中国国家鉄路集団に属する鉄道運営会社の一つである。旧称は上海鉄路局。略称は上海局、上局。

## 概要
上海鉄路局は上海市、江蘇省、安徽省、浙江省の鉄道を管轄している。2007年末で本局の管理する線路の総延長距離は10810.5kmで中国国鉄線が8727.1km、営業路線距離は4928.1kmでそのうち中国国鉄が3358.4km（臨時営業線152.8kmを含む）、合資公司が1569.7kmである。管区内に503の駅を有し、特等駅は6箇所、一等駅は27箇所、二等駅が42箇所である。計画では本局の営業距離は2010年に7,060kmを超え、そのうちで客運専用線や城際鉄路（都市間高速鉄道）が1,500kmを突破する予定である。
その他、浙江省にある多くの国が持株会社である地方合資鉄路も上海鉄路局が実際に管轄している。その例として杭州南-紹興-寧波を結ぶ蕭甬線と金華-麗水-温州を結ぶ金温線は、それぞれ蕭甬鉄路公司と金温鉄道開発有限公司に所属する。

## 歴史
上海鉄路局の前身は1908年（清光緒三十四年）に出来た「滬寧鉄路管理局」で、滬寧鉄路開通時に設立され北京政府交通部が直属管理した。1916年12月、滬杭甬鉄路と滬寧鉄路が接続して直通したのに伴い、「滬寧鉄路管理局」と「滬杭甬鉄路管理局」が合併して「京滬滬杭甬鉄路管理局」となった。日中戦争後に、国民政府交通部下に1945年10月に接収した華中鉄道の路線を管轄する為の「華中鉄路管理委員会」が出来た。その委員会が1946年に「京滬区鉄路管理局」と改称した。
1949年初めの中華人民共和国成立前に中国人民解放軍は京滬区鉄路管理局を接収した。同年6月1日に「江南鉄路管理局」が出来たが、8月1日に廃止されて「上海鉄路管理局」即ち上海鉄路局が設立された。
1950年、上海、蚌埠、南京、杭州、上饒の五つの鉄路分局が出来た。その後は鉄路分局及び局の境界が幾度も調整され、廃止されたり改名したりした。1962年、新たに蚌埠、南京、上海、杭州、南昌の五つの鉄路分局が出来て上海鉄路局の指導を受けた。その後南昌鉄路分局の管轄権は更に数度の調整を受けた。
1984年10月1日、再度調整されて上海鉄路局の下に蚌埠、南京、上海、杭州、鷹潭、南昌、福州の七つの分局が設けられた。
1996年、上海鉄路局の南昌、鷹潭分局が独立して南昌鉄路局が設立された。
2004年には福州鉄路分局が南昌鉄路局と合併し、南昌鉄路局は江西省と福建省全域と湖北省、河南省内の一部を管轄する様になった。

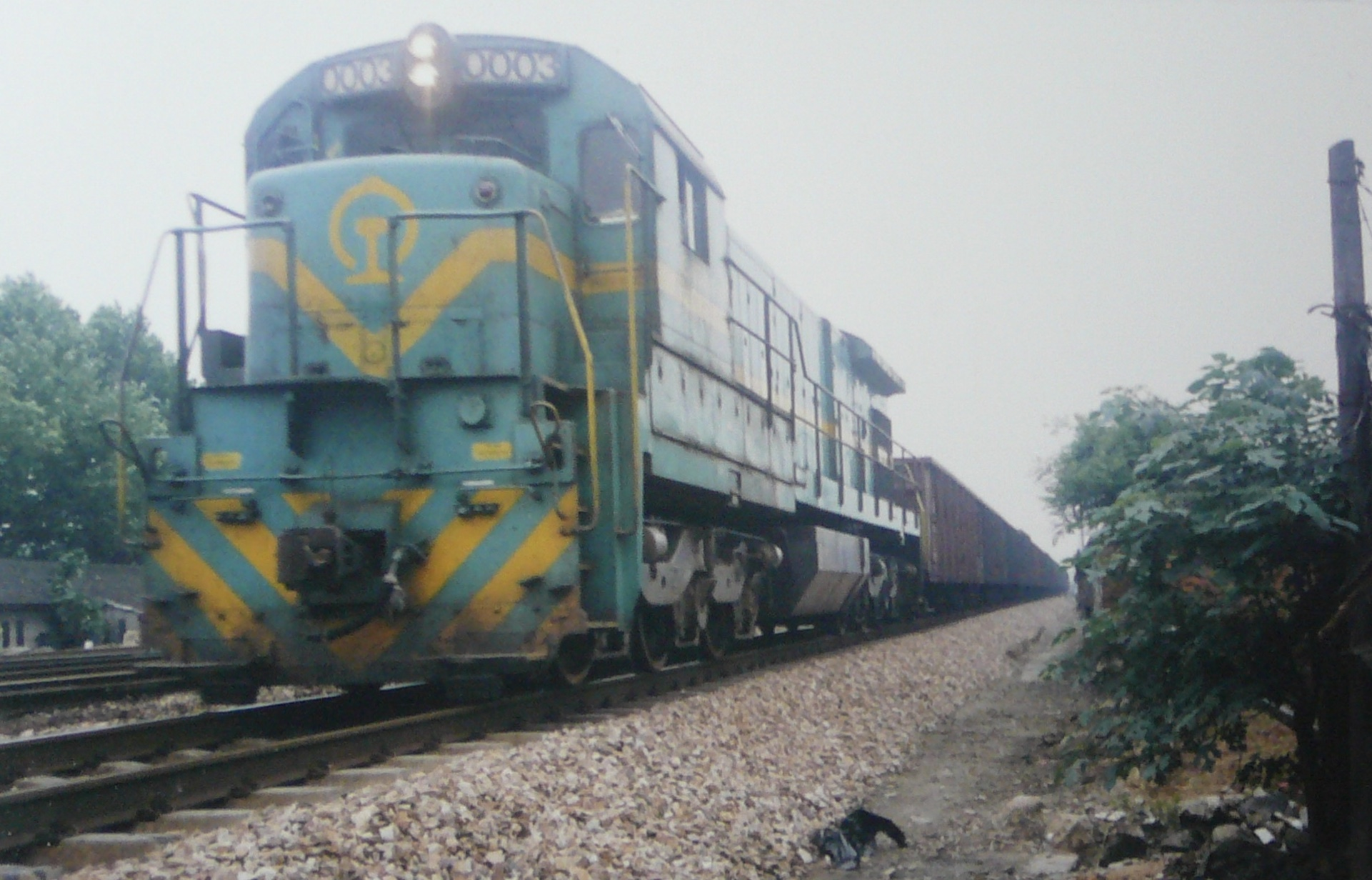
南京東機関区のND5型ディーゼル機関車

2005年、鉄道部は全国に所有する鉄路分局の全面廃止並びに大規模な機務段（機関区）の統廃合を行った。上海鉄路局では蚌埠機務段が南京東機務段に、金華機務段が杭州機務段に、蕪湖機務段が合肥機務段に、南翔機務段が上海機務段に夫々併合された。
2008年3月18日、済南鉄路局の元徐州分局所属の区間と徐州機務段が上海鉄路局に移管編入された。隴海線の東は連雲港から西は虞城県まで、北は利国駅までが上海鉄路局管轄となった。

## 所属機関

### 動車段
動車段は主に客運專用線で使われる動車組の車輌基地で、大規模、大範囲、各等級（一級～五級）の検査・修繕を行う施設である。上海動車段は中国全国規模の四個の動車段の内の一つである。建設中の上海動車段の位置は虹橋駅付近である。
- 上海動車段

### 車輛段
車輛段は鉄道車輌の運用、日常的な検査・保守に責を負う。
- 上海車輛段
  - 上海運用車間：上局滬段
  - 杭州運用車間：上局滬段（杭）
- 合肥車輛段
  - 合肥運用車間：上局合段
  - 徐州運用車間：上局合段（徐）
  - 南京運用車間：上局合段（浦）

### 動車運用所
動車運用所は動車組の運用、日常的な検査・保守（一級～二級）に責を負う。目下、鉄路局所在地の客車車輛段が統一管理し、上海鉄路局は上海車輛段が管理している。
- 上海南動車運用所
- 杭州艮山門動車運用所
- 南京動車運用所（建設中）
- 南京簡易過渡動車運用所
- 上海光新路動車存車場
- 合肥簡易動車存車場

### 機務段
機務段（機関区）は機関車の運用、検査・修繕を行い、乗務部門と検修部門に分かれている。乗務部門は機関車の運転・操縦に責を負い、検修部門は日常的な機関車の保守に責を負う。

#### 現有機務段
- 南京東機務段（寧東段）
- 上海機務段（滬段）
- 杭州機務段（杭段）
- 合肥機務段（合段）
- 阜陽機務段（阜段）
- 徐州機務段（徐段）
- 金温鉄路有限公司温州機務段（金温温段）
- 合九鉄路有限責任公司機輛部（上局合九）
- 新長鉄路有限責任公司機輛部（新長鉄路）

#### 廃止された機務段
- 南翔機務段（翔段）
- 南京機務段（寧段）
- 金華機務段（金段）
- 蕪湖機務段（蕪段）
- 蚌埠機務段（蚌段）
- 淮南機務段（淮段）
- 上饒機務段（饒段）

#### 南昌鉄路局に移管した機務段
- 南昌機務段（昌段）
- 鷹潭機務段（鷹段）
- 向塘機務段（向段）
- 福州機務段（福段）

### 客運段
客運段は客運列車の乗務員を管理する。旧称は列車段である。
- 上海客運段
- 南京客運段
- 杭州客運段
- 合肥客運段